# Svirce (Medveđa)
Svirce (Medveđa) (em cirílico: Свирце) é uma vila da Sérvia localizada no município de Medveđa, pertencente ao distrito de Jablanica, na região de Goljak. A sua população era de 77 habitantes segundo o censo de 2011.

## Demografia
| 1948  | 1953  | 1961  | 1971  | 1981  | 1991 | 2002 | 2011 |
| ----- | ----- | ----- | ----- | ----- | ---- | ---- | ---- |
| 1 109 | 1 217 | 1 284 | 1 299 | 1 287 | 368  | 501  | 77   |